# Lijst van afleveringen van Checkpoint (seizoen 16)
Dit is een lijst van afleveringen van seizoen 16 van Checkpoint. In de schema's staan de gestelde vraagstukken aangegeven, de getrokken conclusie en notities van de test.

## Inleiding
Op 1 september 2018 begint Checkpoint aan zijn zestiende seizoen.
Er zijn weer enkele rubrieken geïntroduceerd. Zo heeft de rubriek In één klap een nieuwe draai gekregen in de variant Met dynamiet, waarbij er wordt gekeken of een bepaalde klus snel geklaard kan worden door dynamiet te gebruiken. Verder is er een variant op de klassieke rubriek Groter is Beter uit seizoen 12, getiteld XXXL. De rubriek The Battle, waarin twee objecten het tegen elkaar opnemen, omvat een prijsvraag.
Testteamlid Carlijn had in dit seizoen het programma verlaten. In haar plaats keerde Julia weer terug, waardoor het totaal aantal testteamleden op dertien bleef staan.

## Samenstelling testteam
- Lieke Augustijn
- Aaron Castrop
- Nur Dabagh
- Jaro Frijn
- Remy Hogenboom
- Gianni Koorndijk
- Nigel Onwuachu
- Sem Peelen
- Shaniqua Devine
- Tim Schouten
- Ava-Luna Stradowski
- Julia Toorop
- Anne van der Vegt

## Afleveringen

### Aflevering 1
Uitzenddatum: 1 september 2018

#### XXXL → Wipwap
| Product | Notities |
| ------- | --- |
| Wipwap  | In het allereerste item van dit zestiende Checkpoint-seizoen stond de wipwap centraal. Deze werd uitvergroot om te kijken of het zo leuker werd. Tim en Anne testten de uitvergrote wipwap met succes en plezier uit. |

#### Supersnel skaten
In deze test werden methoden getest om sneller te kunnen skaten. De verschillende methoden werden getest door Jaro op inline-skates en Remy op een skateboard.
| Methode                      | Snelheid Jaro inline | Snelheid Remy board | Notities |
| ---------------------------- | -------------------- | ------------------- | --- |
| Controletest                 | 29 km/h              | 29 km/h             | Voordat werd begonnen met de eerste methode werd er een controletest uitgevoerd om na te gaan hoe hard de beide testteamleden maximaal konden skaten. Zowel Jaro op inline-skates als Remy op skateboard haalden 29 km/h.                                           |
| Bladblazer                   | 19 km/h              | 21 km/h             | Een bladblazer op de rug voor extra stuwkracht bracht niet het gewenste resultaat. |
| Radiografisch bestuurde auto | 31 km/h              | DNS                 | Jaro liet zich al skatend nog eens extra voorttrekken met een radiografisch bestuurde auto en ging toen 2 km/h sneller dan bij de controle. Echter: toen hij een tweede poging wilde wagen, ging de auto stuk waardoor Remy deze methode niet meer kon uitproberen. |
| Paramotor                    | 76 km/h              | 49 km/h             | De beide jongens probeerden vooruit te komen met een paramotor op hun rug. Vooral bij Jaro op inline-skates was het effect overweldigend: hij behaalde een snelheid van 76 km/h waarmee hij zelfs hard genoeg ging om de snelweg op te mogen.                       |

#### Jongens vs Meiden → 360°
| Uitdaging                               | Winnaar    | Notities |
| --------------------------------------- | ---------- | --- |
| Darten vanaf op een ronddraaiende stoel | Gelijkspel | Bij de eerste opdracht stond een draaiende balk centraal met aan beide uiteinden een stoel. Deze balk werd rondgedraaid en de bedoeling was dat de testteamleden op de stoelen dartpijlen naar dartborden gooiden. Zowel de jongens en de meiden wierpen 26 punten bij elkaar |
| Bewegende bokshandschoenen afweren      | Meiden     | Daarna werden de testteamleden in een ronde kamer gezet. Uit de muur, die helemaal rond hen heen stond, staken bokshandschoenen die op onverwachte momenten zouden uithalen naar de testteamleden. De bedoeling was om deze af te weren. Als indicatie wie het minst vaak geraakt werd, kregen de testteamleden een pak met ballonnen aan. Degene met de meeste ballonnen kapot, zou deze tweede deeltest verliezen. De meiden kwamen uiteindelijk als winnaar uit de bus, met zes ballonnen kapot tegen acht voor de jongens. |
| Kiiking                                 | Onbeslist  | Bij de finale deeltest stond er een schommel centraal zoals deze gebruikt wordt bij kiiking. De bedoeling voor de testteamleden was om erop te gaan staan en te proberen een 360° looping te maken. Dit lukte geen van beiden. |
| Uiteindelijke winnaar.                  | Meiden     | Eindstand: 2-1. Getrokken conclusie: de meiden zijn beter in 360°-dingen |

#### Met dynamiet → De bal uit de boom
| Vraag                                                         | Antwoord | Notities |
| ------------------------------------------------------------- | -------- | --- |
| Is het mogelijk om met dynamiet een bal uit de boom te halen? | Ja       | In een poging dit voor elkaar te krijgen, werd er dynamiet aan een tak gegooid. Met een fraaie explosie kwam de bal inderdaad weer beneden |

### Aflevering 2
Uitzenddatum: 8 september 2018

#### XXXL → Stuiterbal
| Product    | Notities |
| ---------- | --- |
| Stuiterbal | Om na te gaan of een extra grote stuiterbal beter was, werd een normaal formaat stuiterbal omwonden met een gigantische hoeveelheid elastiekjes om hem groter te maken. Vervolgens werd deze extra grote stuiterbal samen met een normaal formaat exemplaar van een kraan naar beneden gedropt. De extra grote stuiterbal kwam hoger dan de normale, maar omdat het dermate veel werk was om alle benodigde elastiekjes aan te brengen werd besloten dat het niet de moeite waard was |

#### Kabelbaan 2.0
In de grote test van deze aflevering werd geprobeerd om een kleine kabelbaan uit de speeltuin leuker te maken. Hierbij werd op drie verschillende manieren gepoogd om met een kabelbaan over de kop te gaan.
| Methode                  | Notities |
| ------------------------ | --- |
| Schommel                 | Een schommel werd aan de kabel opgehangen. Hier kon het testteam echter niet mee over de kop |
| Ladder met contragewicht | Een ladder werd aan de kabel gehangen met extra contragewicht. Hierdoor moest het mogelijk zijn om tijdens een ritje met de kabelbaan over de kop te gaan. In de praktijk leverde ook dit echter niet het gewenste resultaat op |
| Ladder met brandblussers | Met behulp van brandblussers als extra aandrijving ging de ladder wel over de kop |

#### Jongens vs Meiden → Real life gamen
| Uitdaging              | Winnaar    | Notities |
| ---------------------- | ---------- | --- |
| Gamepersonage besturen | Jongens    | Bij de eerste deeltest trad voor zowel de jongens als de meiden één testteamlid aan als bestuurder en één als gamepersonage. Dit gamepersonage was geblinddoekt en moest op aanwijzingen van diens bestuurder door een traject heen om zo veel mogelijk goudstaven te verzamelen. De jongens eindigden deze opdracht met vier goudstaven, waarmee ze een beter resultaat haalden dan de meiden, die er slechts drie hadden |
| 2D-game                | Jongens    | De jongens en de meiden moesten over een parcours lopen. Echter: ze konden niet gewoon voor zich uit kijken. Ze hadden een helm op hun hoofd met een beeldscherm waarop ze zichzelf zijwaarts gefilmd zagen. Vanuit dit 2D-perspectief moesten de jongens en de meiden een parcours afleggen waarop ze onder meer eieren moesten stuktrappen en ballonnen moesten doorprikken met scherpe punten op hun helm. Als ze dingen goed deden, kregen ze punten en bij fouten gingen er punten van de score af. Uiteindelijk haalden de meiden 50 punten en de jongens 100 |
| Schietopdracht         | Gelijkspel | Bij de finale deeltest stonden een serie glazen centraal aan beide kanten van een speelveld. De jongens en de meiden moesten binnen vijf minuten zo veel mogelijk glazen van de tegenpartij kapotschieten met een paintbalgeweer. Uiteindelijk hadden de jongens en de meiden allebei nog één glas over |
| Uiteindelijke winnaar. | Jongens    | Eindstand: 3-1. Getrokken conclusie: de jongens zijn beter in gamen |

#### Met dynamiet → Een boom omzagen
| Vraag                                                      | Antwoord | Notities                                                 |
| ---------------------------------------------------------- | -------- | -------------------------------------------------------- |
| Is het mogelijk om met dynamiet een dode boom om te zagen? | Ja       | Met een fikse dynamietknal werd de boom effectief geveld |

### Aflevering 3
Uitzenddatum: 15 september 2018

#### Weg met die drone!
In dit item werden methoden getest om een spionerende drone uit de lucht te schieten.
| Methode                              | Notities |
| ------------------------------------ | --- |
| Drie klassieke Checkpoint-wapens     | In een poging een drone uit de lucht te schieten werden er drie wapens gebruikt die al eerder in het programma waren langsgekomen. Dit waren de bladblazer met wc-rollen, de spudgun en de colafles onder gasdruk. Uiteindelijk was het de bladblazer met wc-rollen die de drone naar beneden haalde. Wel werd opgemerkt dat dit alleen zou kunnen als de drone dichtbij genoeg vloog. |
| Kruisboog met net                    | Voor de tweede test werd er een net gemaakt dat met een kruisboog kon worden afgeschoten. De drone werd geraakt en viel naar beneden. |
| Waterstofballonnen en brandende pijl | De ultieme poging bestond er echter uit om het doelwit zo groot mogelijk te maken. Dit werd bereikt door een serie waterstofballonnen onder de vliegende drone te houden. Hier naartoe werd een brandende pijl afgeschoten. De waterstofballonnen ontvlamden en deze steekvlam haalde de drone uit te lucht.                                                                           |

#### Jongens vs Meiden → Touw
| Uitdaging              | Winnaar | Notities |
| ---------------------- | ------- | --- |
| Slingeren              | Jongens | Bij de eerste opdracht moesten de jongens en de meiden over een parcours van plateau naar plateau slingeren. Onderweg moesten ze een touw met haak oppikken om een te ver hangend touw naar zich toe te trekken en zo op het finishplateau terecht te komen. De jongens gingen als eerste en wisten binnen drie minuten aan het einde te komen. De meiden faalden; hun poging werd na tien minuten afgebroken.                     |
| Monkey's fist          | Meiden  | De meiden revancheerden echter in de tweede deeltest. Hier moesten ze van een knikker en een stuk touw een monkey's fist maken. Hiermee moesten ze een aantal obstakels kapotgooien die op een parcours waren opgesteld. De meiden haalden de finish al na drieënhalve minuut waar de jongens vier minuten nodig hadden. Omdat de stand nu op 1-1 kwam te staan, zou de laatste opdracht allesbeslissend zijn voor de totaalwinst. |
| Dodemansrit            | Jongens | Allereerst moesten de jongens en de meiden een touw beklimmen. Daarna moesten ze op een ander schuin gespannen touw plaatsnemen om middels een dodemansrit weer naar beneden af te dalen. De meiden finishten dit parcours in 2'22" minuten, maar de jongens finishten een minuut eerder. |
| Uiteindelijke winnaar. | Jongens | Eindstand: 2-1. Getrokken conclusie: de jongens zijn beter met touw |

#### Met dynamiet → Het dak er af
| Vraag                                                                                         | Antwoord | Notities |
| --------------------------------------------------------------------------------------------- | -------- | --- |
| Is het mogelijk om met dynamiet van een auto een cabrio te maken door het dak eraf te blazen? | Ja       | Verschillende stuks dynamiet werden aangebracht aan de onderkant van het autodak. Het dak werd er goed vanaf geblazen en tevens op zo'n manier dat het weer dicht kon worden gedaan bij regen. |

### Aflevering 4
Uitzenddatum: 22 september 2018

#### XXXL → Scheetkussen
| Product      | Notities |
| ------------ | --- |
| Scheetkussen | In het eerste item van deze vierde aflevering werd een poging gedaan om een extra grote scheetzak te fabriceren die een eindeloos lang scheetgeluid kon produceren. Hiervoor werd er een luchtbed gebruikt waaraan de tuit van een scheetzak werd vastgemaakt. Het luchtbed werd vervolgens met een bladblazer opgeblazen. Het gewenste effect werd bereikt; toen de testteamleden op het luchtbed gingen liggen, kwam er inderdaad een eindeloos lang scheetgeluid. |

#### Ff snel de vuilniszak buiten zetten
Er werden drie pogingen gedaan om gemakkelijker de vuilnis buiten te zetten.
| Methode                    | Notities |
| -------------------------- | --- |
| Shredder                   | Om de frequentie van het buiten zetten omlaag te brengen, fabriceerden presentatrice Rachel en de testteamleden een kleine shredder. Hierin kon afval worden fijngemalen zodat dit minder plaats zou innemen in de vuilniszak. Daardoor zou het weliswaar langer duren voor de vuilniszak vol raakte, maar uiteindelijk zou het toch onontkoombaar zijn om deze buiten te zetten.                               |
| Schieten met brandblussers | Bij de tweede deeltest werd een poging gedaan om de vuilniszak uit zijn bak naar buiten te schieten met de kracht van brandblussers. Het gewenste resultaat werd echter niet bereikt; de inhoud van de zak besmeurde de grond waardoor dit opgeveegd zou moeten worden. |
| Rail                       | Er werd nog een laatste poging gedaan met behulp van een rail. Deze liep vanuit het raam naar de vuilcontainer. Hier werd een vuilniszak aan gehangen die vervolgens op de kracht van een stuk vuurwerk richting de vuilcontainer gestuurd zou worden. Dit werd twee keer geprobeerd, maar beide vuilniszakken gingen mis. Tevens werd opgemerkt dat deze methode alleen bij oud en nieuw kon worden toegepast. |

#### Jongens vs Meiden → Arresteren
| Uitdaging                                    | Winnaar | Notities |
| -------------------------------------------- | ------- | --- |
| Een boef vangen met een lasso                | Meiden  | Bij de eerste deeltest moesten de jongens en de meiden proberen om rijdend op een quad een boef te vangen met een lasso. De jongens hadden 2'34" minuten nodig om dit voor elkaar te krijgen, maar de meiden wonnen met 1'51" minuut. |
| Winkeldieven arresteren bij detectiepoortjes | Meiden  | In de tweede opdracht stonden detectiepoortjes centraal. Hier kwamen winkelende mensen doorheen, maar daar zaten ook vijf winkeldieven tussen. De testteamleden moesten deze onderscheppen. Van de vijf winkeldieven hadden de meiden er drie te pakken, de jongens slechts twee. Omdat de meiden met de winst van deze tweede deeltest reeds met 2-0 voorstonden, zouden ze in de finale niet meer in te halen zijn. |
| Banden lekschieten                           | Jongens | Wederom rijdend op de quad moesten de jongens en de meiden een boef achtervolgen die met een auto op de vlucht was geslagen. Ze kregen vijf minuten de tijd om 'de banden van zijn auto lek te schieten'. In werkelijkheid waren dit ballonnen die aan de wielen waren bevestigd. De meiden schoten drie van deze 'banden' lek, maar de jongens hadden ze na 1'49" minuut reeds alle vier lek.                        |
| Uiteindelijke winnaar.                       | Meiden  | Eindstand: 2-1. Getrokken conclusie: de meiden zijn beter in arresteren |

#### Met dynamiet → De kliko schoon
| Vraag                                                            | Antwoord | Notities                       |
| ---------------------------------------------------------------- | -------- | ------------------------------ |
| Is het mogelijk om met dynamiet een vieze kliko schoon te maken? | Nee      | De kliko werd finaal vernield. |

### Aflevering 5
Uitzenddatum: 29 september 2018

#### Lekker zwemmen als het koud is
Bij deze test werden er methoden getest om 's zomers te kunnen zwemmen ondanks dat de zee koud is. De eerste twee deeltests werden uitgevoerd in een bassin met water van 8 graden Celsius.
| Methode                      | Notities |
| ---------------------------- | --- |
| Waterpistolen met warm water | De eerste deeltest was gebaseerd op het idee dat urine warm was en een zwemmer in koud water dus zou opwarmen. Om dit effect na te bootsen werden er twee waterpistolen met warm water in de zwembroek van het testteam gestopt. Eenmaal in het zwembad bleek deze methode niet te werken.                                                                                  |
| Zwemvesten met verwarmers    | Een tweede poging werd ondernomen door de vulling in een zwemvest te vervangen door verwarmers. Dit werkte echter alleen goed op de plekken waar het testteamlid het vest droeg; de benen en armen bleven koud. |
| Zwemmen in zand              | De laatste deeltest werd niet in het bassin gedaan. In plaats daarvan werd overgegaan op een zandbak. Hier werd lucht in gepompt waardoor het zand zich als een vloeistof ging gedragen. Op die manier kon er toch gezwommen worden, al moest wel de kanttekening gemaakt worden dat als de luchttoevoer zou worden uitgeschakeld, de zwemmer muurvast zou komen te zitten. |

#### Jongens vs Meiden → Geluid
| Uitdaging                         | Winnaar | Notities |
| --------------------------------- | ------- | --- |
| Memory met geluiden               | Jongens | De eerste opdracht bestond uit een spel memory, maar dan met geluid in plaats van beeld. De jongens hadden uiteindelijk zes paren bij elkaar en versloegen daarmee nipt de meiden, die vijf paar hadden. |
| Stil een trap vol hindernissen op | Meiden  | Revanche konden de meiden al direct maken in de tweede deeltest, waarbij de testteamleden een trap op moesten. Op iedere trede lag een obstakel dat geluid zou maken op het moment dat erop getrapt zou worden. De bedoeling was om zo stil mogelijk de trap op te komen, maar daarbij wel alle treden te hebben aangeraakt. De meiden waren duidelijk beter. |
| Lawaai maken                      | Meiden  | In de allesbeslissende finale moesten de jongens en de meiden in drie categorieën zo veel mogelijk decibellen lawaai maken. Dit werd gemeten met een decibelmeter. Deze deeltest werd in drie rondes uitgevoerd: 1. Iets opblazen totdat het uit elkaar knalt. Meiden bliezen een basketbal op (93,6 dB), jongens een skippybal (91,3 dB). Meiden winnaar. 2. Handen- en voetenwerk. Meiden lieten gereedschapskist op bekken vallen (78,6 dB), jongens sloegen met metalen plaat op olieton (94,8 dB). Jongens winnaar. 3. Iets laten vallen. Meiden lieten een porseleinkast vallen (97,4 dB), jongens een piano (96,3 dB). Meiden winnaar. Doordat de meiden in twee van de drie gevallen het meeste lawaai hadden gemaakt, wonnen zij de finale en haalden ze tevens de overall winst binnen. |
| Uiteindelijke winnaar.            | Meiden  | Eindstand: 2-1. Getrokken conclusie: de meiden zijn beter in geluid |

#### Met dynamiet → Bladblazen
| Vraag                                                        | Antwoord | Notities |
| ------------------------------------------------------------ | -------- | --- |
| Is het mogelijk om met dynamiet de tuin bladvrij te krijgen? | Nee      | Er werden drie staven dynamiet onder een hoop bladeren gelegd in een poging om deze over het hek de tuin uit te blazen. Het werkte niet, de bladeren bleven liggen en het tuinmeubilair en de bomen werden geheel vernield. |

### Aflevering 6
Uitzenddatum: 6 oktober 2018

#### Weg met die wc-stank
In de grote test van deze aflevering werden drie pogingen gedaan om de stank uit een toilet te krijgen. De stank van het toilet werd geïmproviseerd met een stinkbom en een rookbom.
| Methode                     | Notities |
| --------------------------- | --- |
| Lucht wegzuigen             | Als eerste werd een poging gedaan om met behulp van een bladblazer de lucht uit het toilet weg te zuigen. Dit werkte wel, maar de stank zou erdoor verplaatst worden naar een andere kamer waardoor het probleem alleen maar verplaatst zou zijn. |
| Gasbuis onder de toiletbril | De tweede deeltest was gebaseerd op het principe van het aansteken van een lucifer om de stank te verdrijven. De testteamleden brachten een gasbuis aan onder de toiletbril die aangestoken kon worden. Het werkte echter niet. |
| Stofexplosie                | Een laatste ultieme poging werd ondernomen middels een stofexplosie die alle stank moest verbranden. Er werden een hele boel waxinelichtjes in het toilet geplaatst en met behulp van föhns werd er melkpoeder op geblazen waardoor er een stofexplosie plaatsvond. Het werkte niet. Met drie deeltests die niet het gewenste resultaat opleverden werd geconcludeerd dat luchtverfrisser toch de beste oplossing is om van de onaangename wc-geur af te komen. |

#### XXXL → Brommer
| Product | Notities |
| ------- | --- |
| Brommer | In deze editie van XXXL werd gekeken of een hele grote brommer beter was dan een normale. Daarvoor werd er een brommer gebruikt die door middel van een balk extreem was verlengd. Hierop kon testteamlid Lieke niet alleen Nur achterop meenemen, maar dankzij de balk ook nog een paar andere testteamleden. |

#### Jongens vs Meiden → Timing
| Uitdaging                                     | Winnaar    | Notities |
| --------------------------------------------- | ---------- | --- |
| Voetballen door een rijdende auto heen scoren | Gelijkspel | Bij de eerste opdracht stond er een voetbalkanon en een goal centraal. De bedoeling was om er zo veel mogelijk ballen in te schieten. Echter reed er een auto (met open deuren) tussen het voetbalkanon en de goal en de bedoeling was om de voetbal door de auto de goal te spelen. Beide teams kregen zes pogingen en scoorden allebei één keer.                                                                                               |
| Draaiende wip                                 | Jongens    | In de volgende deeltest stond een draaiende wip centraal. Onder deze wip waren een aantal modderbaden opgesteld. De bedoeling was om degene die tegenover zat precies op het juiste moment naar beneden te laten gaan zodat deze in het modderbad zou belanden. Hoewel de jongens een reprimande kregen omdat testteamlid Gianni op het moment dat hij in de modder zou komen zijn benen introk, deden ze deze opdracht wel beter dan de meiden. |
| Oudere natrijden door een regenplas           | Gelijkspel | Tot slot moesten de testteamleden met een auto door een plas heen rijden, maar precies op het juiste moment, zodat een oudere dame met een rollator nat zou worden. Beide teams hadden zeven pogingen nodig. |
| Uiteindelijke winnaar.                        | Jongens    | Eindstand: 3-2. Getrokken conclusie: de jongens zijn beter in het juiste moment |

#### Wasmachine verhuizen met dynamiet
| Vraag                                                                         | Antwoord | Notities                                             |
| ----------------------------------------------------------------------------- | -------- | ---------------------------------------------------- |
| Is het mogelijk om met behulp dynamiet een wasmachine naar boven te lanceren? | Nee      | De wasmachine werd finaal aan gruzelementen geblazen |

### Aflevering 7
Uitzenddatum: 13 oktober 2018

#### Thee schenken van grote hoogte
| Vraag                                                                       | Antwoord | Notities |
| --------------------------------------------------------------------------- | -------- | --- |
| Van welke hoogte moet je thee inschenken om het gelijk te kunnen opdrinken? | 20 meter | Deze test was gebaseerd op de Marokkaanse principe van thee hoog inschenken zodat het sneller afkoelt. Van toenemende hoogte werd een kop thee volgeschonken totdat het gelijk kon worden opgedronken. Uiteindelijk, toen presentatrice Rachel van 20 meter hoogte thee uitschonk dat de testteamleden in hun mond opvingen, bleek het drinkbaar te zijn. |

#### Jongens vs Meiden → Powertools
In deze jongens/meidentest zochten Rachel en het testteam uit wie er beter met machinegereedschappen zijn.
| Powertool              | Winnaar | Notities |
| ---------------------- | ------- | --- |
| Boorhamer              | Jongens | In de eerste deeltest stonden de jongens en de meiden beiden opgesloten. Op de bakstenen muur was een grote cirkel getekend. De bedoeling was om dit Checkpoint-logo te doorboren en zo vrij te komen. De meiden hadden een betere start, maar de jongens kwamen bij en stonden uiteindelijk ook eerder buiten.                                                                                            |
| Trilstamper            | Jongens | De trilstamper stond centraal in de tweede ronde. Echter zou deze niet gebruikt worden om mee te stampen, maar voor een race. Daarvoor werd de trilstamper op zijn kant neergelegd om zo vooruit te komen. De jongens finishten het parcours als eerste. |
| Slijptol               | Meiden  | Bij de finale stonden de vonken centraal die vrijkomen door het gebruik van de slijptol. Rondom de testteamleden lagen vijf in benzine doordrenkte doeken opgesteld. De bedoeling was om deze doeken in de hens te zetten met behulp van de vonkenregen. De jongens hadden de vijf doeken na 1'56" minuut brandende, maar werden geklopt door de meiden die de klus reeds na 1'46" minuut hadden geklaard. |
| Uiteindelijke winnaar. | Jongens | Eindstand: 2-1. Getrokken conclusie: de jongens zijn beter met powertools |

#### Thuis klimmen
In dit item werd geprobeerd om een klimhal in huis te creëren.
| Methode                        | Notities |
| ------------------------------ | --- |
| Klimgrepen aan de garagedeur   | Als eerste werden er klimgrepen aan de garagedeur bevestigd. Het idee was dat de garagedeur in een bepaalde hoek gezet kon worden om zo ook schuin te kunnen klimmen. De testteamleden hadden moeite met klimmen, maar dit zou met enige oefening wel kunnen. |
| Klimgrepen aan een kabelhaspel | De tweede poging was met een grote kabelhaspel. Hier werden allemaal klimgrepen aan bevestigd. Doordat de kabelhaspel kon rollen, kon een klimmer eindeloos blijven klimmen. Het bleek goed te werken.                                                        |
| Piepschuimen wand              | De laatste deeltest was gebaseerd op het beklimmen van een ijswand, waarbij pikhouwelen werden gebruikt. Dit principe werd nagebootst met behulp van platen piepschuim die als ijswand dienden en verkorte harken als houwelen. Ook deze methode werkte goed. |

#### XXXL → Lucifer
| Product | Notities |
| ------- | --- |
| Lucifer | In de laatste test van deze aflevering werd een extra grote lucifer gemaakt. Hiervoor werden er een heleboel luciferkopjes afgeknipt en in een grote panty gedaan om zo een grote luciferkop te vormen. Aan een houten lat bevestigd was de extra grote lucifer een feit. Hiermee kon met gemak een vuur worden aangestoken. |

### Aflevering 8
Uitzenddatum: 20 oktober 2018

#### Racen met een kliko
Het uitgangspunt van deze test was nagaan om er iets anders met een kliko kan worden gedaan dan afval in te deponeren. Er werden methoden uitgetest om te kunnen racen met een kliko.
| Onderwerp                       | Notities |
| ------------------------------- | --- |
| Rijden                          | De kliko werd simpelweg op zijn kant gelegd. Dankzij de wielen die aan de onderkant van de container zaten, kon het testteam er een schans af rijden. Met de nodige oefening slaagde hij er ook in om een bocht te maken. |
| Motoriseren met een kettingzaag | Al snel werd de conclusie getrokken dat de kliko van een motor moest worden voorzien, zodat er ook mee gereden kon worden zonder heuvel. Daarvoor werd een kettingzaag gebruikt. Verder werd er een kleine fiets gebruikt om een fatsoenlijke stuurinrichting te maken en werd er in de kliko nog een zitplaats gezaagd. Na de nodige oefening kon er met deze constructie gereden worden, totdat de band knapte. |
| Motoriseren met een hoverboard  | Voor de laatste deeltest werd de kettingzaag vervangen door een hoverboard. Hier werd de kliko bovenop gezet. Verder werd er een houten stuurmechanisme aangebracht waarmee de inzittende van de kliko kun sturen. Na enig oefenen met het sturen slaagden de testteamleden erin te rijden. |

#### Jongens vs Meiden → Lanceren
Bij deze jongens/meidentest werd gekeken wie er het beste konden lanceren.
| Uitdaging              | Winnaar | Notities |
| ---------------------- | ------- | --- |
| Raket lanceren         | Meiden  | De testteamleden kregen vijf minuten de tijd om een raket te maken. De basis van deze raket bestond uit een pan waaronder explosieven werden geplaatst. Op die manier kon de raket de lucht in worden geschoten. De raket van de jongens haalde 78 meter hoogte, maar de meiden haalden de eerste deeltest binnen met 93 meter hoogte.                                                                  |
| Blobkussen             | Jongens | Presentatrice Rachel en het testteam verplaatsten zich naar het water, waar een blobkussen was neergelegd. De bedoeling was dat de jongens en de meiden elkaar zo ver mogelijk lanceerden over het water heen. De jongens haalden uiteindelijk twee meter afstand, de meiden kwamen amper van hun plaats.                                                                                               |
| Carbidschieten         | Meiden  | In een explosieve finale was het de bedoeling om in drie pogingen een bal zo dicht mogelijk bij een Checkpoint-logo te schieten dat op de grond lag. Hiervoor werd een groot carbidkanon gebruikt. De jongens schoten de bal 37,5 meter van het logo af, maar de meiden haalden de totaaloverwinning van deze jongens/meidentest binnen door met een afstand van slechts 1,5 meter de finale te winnen. |
| Uiteindelijke winnaar. | Meiden  | Eindstand: 2-1. Getrokken conclusie: de meiden zijn beter in lanceren |

#### Bescherm je gameconsole
In deze editie van de rubriek Brandbescherming werden de brandbeschermende eigenschappen van houten speelgoed en natte handdoeken getest.
| Product 1        | Product 2        | Winnaar          | Notities |
| ---------------- | ---------------- | ---------------- | --- |
| Houten speelgoed | Natte handdoeken | Natte handdoeken | Het houten speelgoed werd hoofdzakelijk gekenmerkt door houten bouwblokken. Twee gameconsoles werden ingepakt, een met deze bouwblokken en de ander met natte handdoeken. Terwijl de testteamleden erop gingen spelen, werden de consoles blootgesteld aan vlammenwerpers. Beide consoles hielden het behoorlijk lang vol, maar uiteindelijk gaf het apparaat dat met de houten blokken was ingepakt toch als eerste de geest. |

### Aflevering 9
Uitzenddatum: 27 oktober 2018

#### Bouw je eigen exoskelet
In dit item werden zelfbouwde exoskeletten uitgeprobeerd.
| Toepassing              | Notities |
| ----------------------- | --- |
| Zwaarder gewicht tillen | Het eerste exoskelet was bestemd om zwaardere lasten te kunnen tillen. Deze bestond uit een hengelconstructie die de drager op zijn rug droeg. Door middel van twee elastieken die dankzij deze constructie onder spanning werden gehouden, konden er zwaardere dingen getild worden. Het werkte.                                  |
| Objecten stukslaan      | Daarna werd er een exoskelet uitgeprobeerd voor de pols. Deze bestond uit een stamper waarmee objecten konden worden stukgeslagen. Hiermee werd succesvol een kokosnoot, een deur en een autoruit stukgeslagen. |
| Hoger springen          | In de laatste deeltest stond een exoskelet centraal waarmee hogere sprongen gemaakt konden worden. Dit werd getracht te bereiken door middel van een grote houten wipconstructie. Deze werkte met een contragewicht waardoor het testteam op een auto en ook op een zeecontainer kon springen. De constructie deed zijn werk goed. |

#### Jongens vs Meiden → Graffiti
Bij deze jongens/meidentest werd gekeken wie er beter waren met graffiti.
| Uitdaging                                             | Winnaar | Notities |
| ----------------------------------------------------- | ------- | --- |
| De tekst CHECKPOINT.NL leesbaar op de grond schrijven | Meiden  | Deze jongens/meidentest begon met een schrijfopdracht. De jongens en de meiden kregen 10 minuten de tijd om met een bus spuitverf de tekst 'CHECKPOINT.NL' op de grond aan te brengen. Om de leesbaarheid te testen zou er na afloop van deze schrijftijd een drone over de beide teksten heen vliegen. Deze zou steeds hoger vliegen. Het moment dat een van de twee teksten niet meer leesbaar zou zijn, zou bepalend zijn voor de winst. De tekst van de jongens was als eerste niet fatsoenlijk meer leesbaar en de meiden wonnen deze eerste deeltest. |
| Posters bekladden                                     | Jongens | De jongens zouden echter revancheren in de tweede deeltest. Hierin moesten de testteamleden een serie posters bekladden zonder gesnapt te worden door een rondvliegende cameradrone. De jongens wisten zeven posters succesvol te bekladden, waar de meiden er maar zes hadden. |
| Een Checkpoint-logo op een toren aanbrengen           | Jongens | In de finale stond het aanbrengen van graffiti op hoge plaatsen centraal. Om te testen wie daar beter in waren, stond er in de Checkpoint-loods een toren van zeecontainers opgesteld. Hangend in de lucht moesten de testteamleden daar een Checkpoint-logo op aanbrengen. De meiden hadden een tijd van 10'14" minuten, maar werden verslagen door de jongens: 7'48" minuten. |
| Uiteindelijke winnaar.                                | Jongens | Eindstand: 2-1. Getrokken conclusie: de jongens zijn beter in graffiti-kunst |

#### The Battle → Deodorant vs Haarlak
| Product 1 | Product 2 | Sneller   | Notities |
| --------- | --------- | --------- | --- |
| Deodorant | Haarlak   | Deodorant | In het eerste item van deze nieuwe rubriek werden twee spuitbussen met de brandbare producten in een vuur gelegd om te kijken welke als eerste zou exploderen. Tot ieders verrassing bleek dit de deodorant te zijn. |

### Aflevering 10
Uitzenddatum: 3 november 2018

#### Watersporten in je achtertuin
Bij deze test werd geprobeerd om te kunnen watersporten in opblaasbare zwembaden in de tuin.
| Onderwerp                                       | Notities |
| ----------------------------------------------- | --- |
| Wakeboarden in één enkel opblaaszwembad         | Als eerste werd er slechts één enkel opblaaszwembad gebruikt. Een testteamlid ging aan de zijkant van een auto hangen met een wakeboard onder en werd rondjes gereden rond dit zwembad. Echter stoorde hij zich eraan dat hij alleen maar rondjes kon draaien en ook niet echt vaart kon maken. |
| Wakeboarden over een lange rij opblaaszwembaden | Dus werd er een hoeveelheid opblaaszwembaden achter elkaar gezet waar doorheen gewakeboard kon worden. Dit werkte beter. De lange rij zwembaden werd gehandhaafd voor de laatste deeltest. |
| Motorboot varen                                 | Hier werd er nog geprobeerd om met een motorboot door deze zwembaden te varen. Een opblaasboot met buitenboordmotor werd in het eerste zwembad geplaatst en gepoogd werd om door de hele rij heen te varen. De buitenboordmotor bleek niet krachtig genoeg om over de verschillende zwembadranden heen te komen. Toen de motor echter werd verwijderd en de boot met een auto door de zwembaden werd getracht te trekken, werkte dit wel. |

#### Jongens vs Meiden → Mariniers
Bij deze jongens/meidentest werd gekeken wie er de betere mariniers waren.
| Uitdaging              | Winnaar | Notities |
| ---------------------- | ------- | --- |
| Stormbaan              | Jongens | De testteamleden begonnen met een 400 meter lange stormbaan. Het team dat de vijftien hindernissen als eerste had bedwongen, zou winnen. Dit waren de jongens. |
| Touwladder beklimmen   | Meiden  | Revanche voor de meiden bleef echter niet uit. De testteamleden moesten om beurten zo hoog mogelijk zien te komen op een 20 meter hoge touwladder. De hoogste gezamenlijke afstand zou tellen. Bij zowel de jongens als de meiden was er één testteamlid die de top bereikte, waardoor de beslissing viel bij de prestatie van het tweede testteamlid. De totale bedwongen hoogte bij de jongens was uiteindelijk 31 meter, tegen 34 meter voor de meiden. |
| Verstoppen             | Jongens | Omdat de stand nu 1-1 was, zou de laatste opdracht allesbeslissend zijn. De jongens en de meiden kregen een kwartier de tijd om zich te verstoppen in het bos. Daarna zou een trackingteam ze gaan opsporen. De jongens gingen als eerste en zij bleven ruim 24 minuten uit hun handen. De meiden moesten zich reeds na nog geen 11 minuten overgeven aan deze soldaten.                                                                                   |
| Uiteindelijke winnaar. | Jongens | Eindstand: 2-1. Getrokken conclusie: de jongens zijn de betere mariniers |

#### The Battle → Magnetron vs Gaspitje
| Product 1 | Product 2 | Sneller  | Notities |
| --------- | --------- | -------- | --- |
| Magnetron | Gaspitje  | Gaspitje | Om te testen welk van de twee het snelste opwarmde, werd er een conservenblik zowel in een magnetron als op een gaspit opgewarmd. Het blik op het vuur explodeerde als eerste. |

### Aflevering 11
Uitzenddatum: 10 november 2018

#### Auto flippen
| Onderwerp                 | Notities |
| ------------------------- | --- |
| Auto op de zijkant leggen | Presentatrice Rachel en het testteam monteerden een houten balk verticaal op een auto in een poging deze op zijn kant te leggen. Dit lukte. |

#### Piepkip 2.0
In deze grote test werden potentiële toepassingen uitgetest voor plastic piepkippen.
| Toepassing                 | Notities |
| -------------------------- | --- |
| Alternatieve parkeersensor | Om de piepkippen als alternatieve parkeersensor te gebruiken, werd een grote rij van deze plastic dieren op de voor- en achterbumper van een auto geplakt. Vervolgens probeerde testteamlid Nur de auto al straatjekerend om te draaien in een kleine ruimte. De piepkippen deden hun werk en de auto werd succesvol omgekeerd.                                                            |
| Juichen bij een goal       | Als tweede werd een poging gedaan om piepkippen een juichgeluid te laten maken tijdens een goal bij voetbal. Hiervoor werden tachtig exemplaren in een mechanisme geperst. Op het moment dat de goal werd gemaakt, zou dit mechanisme openspringen waardoor de kippen hun geluid lieten horen. Het werkte.                                                                                 |
| Alarmsysteem               | Tot slot werden de piepkippen gebruikt voor een alternatief alarmsysteem tegen inbrekers. Hiervoor werd er een gat gegraven onder de deurmat. Een nietsvermoedende inbreker (testteamlid Lieke) kreeg de opdracht om de deur open te peuteren met ijzerdraad, maar stapte op de deurmat en viel in de kuil. De piepkippen gaven een luid geluidssignaal waardoor de inbreker gesnapt werd. |

#### Cola halen met een stofzuiger
| Onderwerp                              | Notities |
| -------------------------------------- | --- |
| Cola halen zonder van de bank te komen | Om dit voor elkaar te krijgen, werden er skateboards onder de stoel gemonteerd. Testteamlid Anne zou zich laten voorttrekken door een constructie van robotstofzuigers om al zittend cola en chips te halen. Ze kwam bij de koelkast aan, maar het lukte vervolgens niet om te keren en terug te gaan. |

#### Jongens vs Meiden → Roeien met de riemen die je hebt
Bij deze jongens/meidentest werd gekeken wie er de beter waren in roeien met de riemen die er zijn, de jongens of de meiden.
| Uitdaging                                                               | Winnaar | Notities |
| ----------------------------------------------------------------------- | ------- | --- |
| Een elektrische trein van A naar B krijgen op een tekort aan spoorrails | Jongens | De testteamleden hadden een elektrische trein, maar slechts zes sporen om de trein naar de andere kant van een lange tafel te krijgen. Dit was bij lange na niet voldoende en dus moesten ze de sporen voor de trein uit zetten om te voorkomen dat hij zou ontsporen. Als dat gebeurde moesten ze opnieuw beginnen. Uiteindelijk kwam de trein van de jongens als eerste aan de andere kant. |
| Varen zonder roeispanen                                                 | Meiden  | De meiden pakten hun revanche in de tweede deeltest. Hier moest een vaartuig van A naar B worden gevaren zonder roeispanen. De meiden kozen hiervoor een steel met een flipper om in 2 minuten naar de andere kant te komen. Hiermee versloegen ze de jongens. Ze maakten een zeil van twee stelen en een groot stuk plastic, maar kwamen pas na 2½ minuut bij de finish.                     |
| Autowiel zijn                                                           | Jongens | De laatste deeltest zou met deze 1-1 tussenstand allesbeslissend zijn. Bij gebrek aan wielen moesten de testteamleden zelf wiel zijn. Ze moesten koppeltjeduikelen om de assen heen om zo de auto vooruit te krijgen. De jongens wonnen de laatste test, met twee minuten speeltijd tegen vier minuten voor de meiden.                                                                        |
| Uiteindelijke winnaar.                                                  | Jongens | Eindstand: 2-1 |

#### The Battle → Voetbal vs Bowlingbal
| Product 1 | Product 2  | Sterker | Notities |
| --------- | ---------- | ------- | --- |
| Voetbal   | Bowlingbal | Voetbal | In deze editie van The Battle ging het erom welk van de twee producten sterker was. Hiervoor werden een voetbal en een bowlingbal onder een hydraulische pers gelegd en beetje bij beetje ingedrukt. De voetbal overleefde de pers, de bowlingbal knapte na vijftien slagen. |

### Aflevering 12
Uitzenddatum: 17 november 2018

#### De kracht van papier autowiel
| Vraag                                              | Notities |
| -------------------------------------------------- | --- |
| Kan er een autowiel gemaakt worden van een wc-rol? | In de eerste test van deze aflevering werd een lekke band vervangen door een grote wc-rol. Deze hield het echter niet lang vol; al na 50 meter rijden gaf hij de geest als alternatief reservewiel. |

#### Bouw je eigen privé-lift
In dit item werd bekeken of er methoden te bedenken waren om een lift in huis te creëren.
| Methode        | Notities |
| -------------- | --- |
| Zwembanden     | De eerste lift werkte door middel van een stapel zwembanden. Deze werden volgepompt met een compressor. Iemand die erop zou staan zou op die manier mee omhoog komen. Het werkte wel, maar duurde te lang. |
| Wasmachine     | De tweede lift werkte door middel van een wasmachine. Aan de binnenkant van een trommel werd een constructie vastgemaakt die, wanneer de trommel zou gaan draaien, een touw zou oprollen. Op die manier zou er aan dat touw iemand omhoog getakeld kunnen worden. Aanvankelijk bleek het te werken, maar toen de paspop, die hier omhoog getakeld werd, bijna boven was, tuimelde de wasmachine naar beneden en werd de paspop finaal vernield. |
| Wipconstructie | De derde lift werkte door middel van een wipconstructie. Testteamlid Jaro ging aan één uiteinde zitten. Aan het andere uiteinde zat ballast dat ervoor moest zorgen dat Jaro omhoog zou komen. Deze constructie werkte. |

#### Wie is de beste uitsmijter?
Dit was de jongens/meidentest van deze aflevering. Er werd getest wie de beste uitsmijters waren, de jongens of de meiden.
| Uitdaging                      | Winnaar | Notities |
| ------------------------------ | ------- | --- |
| Leeftijden inschatten          | Jongens | Om te beginnen testten de jongens en de meiden wie er beter waren in het inschatten van leeftijden. Ze stonden als uitsmijter bij een club en moesten iedereen die jonger was dan achttien weren. De jongens gingen als eerste en maakten vier fouten. De meiden maakten vijf fouten waarmee ze het deze eerste ronde moesten afleggen. |
| Uitsmijten                     | Jongens | Bij de tweede deeltest stond een westernbar centraal. De bedoeling was om zo veel mogelijk personen (in de vorm van paspoppen) over de bar de deur uit te schuiven. De jongens werkten drie personen de deur uit, de meiden slechts een. |
| Twee vechters uit elkaar halen | Meiden  | De finale speelde zich af aan het einde van het clubfeest. Twee personen gingen met elkaar op de vuist en de testteamleden moesten door de mensenmassa heen dringen om ze uit elkaar te halen. De jongens gingen als eerste en deden 22 seconden over deze opdracht. Met slechts 13 seconden bleken de meiden echter heer en meester en wonnen ze deze laatste deeltest. Omdat de jongens echter de voorgaande twee hadden gewonnen, maakte het voor de totaalwinst geen verschil meer. |
| Uiteindelijke winnaar.         | Jongens | Eindstand: 2-1. Getrokken conclusie: de jongens zijn de beste uitsmijters |

#### The Battle → Polyester boot vs Rubberboot
| Product 1      | Product 2   | Eerder gezonken | Notities |
| -------------- | ----------- | --------------- | --- |
| Polyester boot | Opblaasboot | Opblaasboot     | Twee boten werden vol water gepompt om te kijken welke als eerste zou zinken. Dit bleek de polyesterboot te zijn. |

### Aflevering 13
Uitzenddatum: 24 november 2018

#### Gladde helling
| Vraag                                                | Antwoord                      | Notities |
| ---------------------------------------------------- | ----------------------------- | --- |
| Kun je een helling op rijden als het geijzeld heeft? | Tot en met een 21 graden hoek | In deze test stond een langwerpige bak vol ijsblokjes centraal waar een auto op stond. Deze werd steeds meer in helling getrokken waardoor de auto er uiteindelijk af zou glijden. Dit gebeurde toen de helling een hoek van 21 graden had. |

#### Wrijving
In dit item werden handige toepassingen voor wrijving getest.
| Vraag                                                                                     | Antwoord | Notities |
| ----------------------------------------------------------------------------------------- | -------- | --- |
| Hoeveel slagen moet een touw om een paal geslagen worden om het gewicht van Nur te houden | 3 slagen | Nur ging aan een touw hangen dat met 20 slagen om een paal geslagen was. Het aantal slagen werd steeds minder totdat Nur zou vallen. Dit gebeurde toen het touw met nog maar 3 slagen vast zat.                                                    |
| Kun je met behulp van wrijving eten opwarmen?                                             | Ja       | Een verzwaarde pan werd achter een scooter gehangen waardoor deze over de straat zou slepen. Op deze manier konden knakworsten worden opgewarmd.                                                                                                   |
| Rem je sneller als je grotere, bredere banden hebt?                                       | Ja       | Dit effect werd nagebootst door bij een auto in plaats van twee, vier achterbanden te monteren. Daarna werd er een noodstop mee gemaakt. Vergeleken met een controletest, die van tevoren werd gedaan, stond de auto ongeveer 1 meter eerder stil. |

#### Jongens vs Meiden → Slip & Slide
In deze jongens/meidentest werd getest wie er beter waren op gladde oppervlaktes.
| Uitdaging                | Winnaar | Notities |
| ------------------------ | ------- | --- |
| Buikglijden              | Jongens | De jongens en de meiden moesten op hun buik zo ver mogelijk glijden over een glad oppervlakte. Dit zou een best of three zijn. De jongens wonnen gelijk de eerste twee rondes waardoor de derde niet meer nodig was. |
| Driftkarten              | Meiden  | De testteamleden reden een kartwedstrijd over een borstelbaan racebaan. De meiden finishten als eerste. |
| Een gladde trap op komen | Jongens | De jongens waren als eerste boven en beslisten daarmee de jongens/meidentest in hun voordeel. |
| Uiteindelijke winnaar.   | Jongens | Eindstand: 2-1. Getrokken conclusie: de jongens zijn beter in gladde omstandigheden |

#### De Kracht Van Papier → Slijpschijf
| Onderwerp                  | Notities |
| -------------------------- | --- |
| Een slijpschijf van papier | Met deze papieren slijpschijf op een slijptol gezet kon een kokosnoot, latje en een pvc-buis worden doorgezaagd. |

#### The Battle → Bijl vs Kettingzaag
| Product 1 | Product 2   | Eerder stuk | Notities |
| --------- | ----------- | ----------- | --- |
| Hakbijl   | Kettingzaag | Kettingzaag | Om deze battle te beslechten werd er een bijl losgelaten op een draaiende kettingzaag. De ketting werd doorgeslagen. |

### Aflevering 14
Uitzenddatum: 1 december 2018

#### Blussen
Bij deze korte test gekeken werd gekeken met welke blusmethode een vlam-in-de-pan gedoofd kon worden.
| Onderwerp                        | Notities |
| -------------------------------- | --- |
| Het doven van een vlam-in-de-pan | Verschillende methoden werden geprobeerd. Begonnen werd met een blusdeken. Deze leek het vuur aanvankelijk gedoofd te hebben, maar zodra de deken weer werd verwijderd, wakkerde het vuur weer aan. Een poederblusser werkte wel, maar ook een deksel op de pan met de kookplaat zou de vlammen hebben bestreden. |

#### Buitenspelen in het donker
In dit item werden methoden getest om te kunnen blijven buitenspelen als het donker wordt.
| Buitenspel          | Notities |
| ------------------- | --- |
| Tennissen           | In een poging te kunnen tennissen in het donker werden zowel de tennisbal als de tennisrackets voorzien van een lichtbron. De tennisbal werd omwikkeld met staalwol dat met een batterij werd aangestoken. De tennisrackets werden voorzien van glowsticks. Er kon kort mee getennist worden, maar het vuur van de staalwol brandde wel de snaren van de rackets door. |
| Watergevecht        | Speciale lichtgevende waterpistolen werden gevuld met water, dat ook lichtgevend was gemaakt. Hiermee kon een watergevecht uitgevoerd worden. |
| Waterraket lanceren | Verschillende waterraketten waren gevuld met lichtgevend water. Deze werden vol lucht gepompt waardoor ze uiteindelijk met een fraai lichteffect werden afgeschoten. |

#### Jongens vs Meiden → Wilde Westen
Bij deze jongens/meidentest werd gekeken wie er het beste in het Wilde Westen waren.
| Uitdaging                      | Winnaar | Notities |
| ------------------------------ | ------- | --- |
| Kogels vermijden               | Jongens | Gebaseerd op de legendarische scène uit Lucky Luke waar de cowboy de Daltons liet dansen door naar hun voeten te schieten was deze eerste deeltest. De testteamleden liepen een parcours terwijl ze op hun voeten werden beschoten. De jongens werden het minst vaak geraakt en wonnen daarmee. |
| Door een muur schieten         | Meiden  | Eén testteamlid liep aan de andere kant van een muur. De tegenpartij moest dit testteamlid zo vaak mogelijk beschieten wanneer hij/zij langs de openingen zou lopen. Dit lukte de jongens één keer, maar met twee treffers revancheerden hun vorige verloren deeltest succesvol.                |
| Aan een kroonluchter slingeren | Jongens | Bij de allesbeslissende finale moesten de testteamleden aan een kroonluchter slingeren om een bad guy (paspop) door de buitendeur uit de saloon te verwijderen. De jongens hadden hier tien pogingen voor nodig, de meiden waren na de tiende poging nog niet geslaagd.                         |
| Uiteindelijke winnaar.         | Jongens | Eindstand: 2-1. Getrokken conclusie: de jongens zijn het beste in het Wilde Westen |

#### The Battle → Bot vs Staal
| Product 1 | Product 2 | Sterker | Notities |
| --------- | --------- | ------- | --- |
| Bot       | Staal     | Bot     | Een groot bot en een stalen pijp werden staand onder een hydraulische pers geplaatst om te kijken welk van de twee sterker was. Eerst ging het bot eronder. Dat had 61 slagen nodig om te barsten. De stalen pijp brak niet maar was al na enkele slagen zo erg gebogen dat hij niet meer bruikbaar zou zijn. |

### Aflevering 15
Uitzenddatum: 8 december 2018

#### Misleid de neus van een speurhond
In de grote test van deze aflevering werd gekeken of er manieren waren om te kunnen verstoppen voor een speurhond.
| Methode          | Notities |
| ---------------- | --- |
| Vershoudfolie    | Als eerste werd geprobeerd om de speurhond te misleiden door een testteamlid Nigel met vershoudfolie te omwikkelen. Met enige moeite vond de speurhond hem uiteindelijk wel.                                                                                 |
| Onder water gaan | Nigel ging met een snorkel onder water. Na een tijdje werd hij ook hier gevonden. |
| Varkensmest      | Tot slot deed Nur nog een poging om de speurhond te misleiden door zich in te smeren met varkensmest. Het werkte even, maar uiteindelijk werd Nur wel gevonden. De vershoudfolie werd uiteindelijk verkozen als beste methode om een speurhond te vertragen. |

#### Jongens vs Meiden → Observeren
| Uitdaging                                                         | Winnaar | Notities |
| ----------------------------------------------------------------- | ------- | --- |
| Compositietekening laten maken om een rover te kunnen ontmaskeren | Jongens | Als eerste werden de jongens en de meiden in een auto gezet. Ze werden omgeven door mensen die rond de auto liepen en van alles deden. Totdat een van hen in een flits de ruit zou breken om een tas uit de auto te jatten. Een van de testteamleden van beide partijen zou een compositietekening laten maken van deze rover waarmee de teamgenoot dan de werkelijke dader zou kunnen aanwijzen. De jongens slaagden in deze opdracht, de meiden niet. |
| Appartement begluren                                              | Meiden  | De jongens en de meiden moesten een appartement begluren waar de bewoner een harde schijf zou verstoppen. Door goed te observeren moesten ze vervolgens zelf zo snel mogelijk het appartement binnengaan om de schijf te ontfutselen. De meiden gingen als eerste en hadden de schijf al na 1'44" minuut te pakken. De jongens hadden veel meer moeite met deze opdracht. Pas na 5'10" minuten finishten ze.                                            |
| Balletje-balletje                                                 | Meiden  | In de finale stond het klassieke spel balletje-balletje centraal. Dit spel was echter fors uitvergroot. Mensen gaven sporttassen aan elkaar door waar in één een gele bal zat. De meiden wisten de juiste tas aan te wijzen, de jongens slaagden niet. Met deze winst beslisten de meiden in deze jongens/meidentest ook de totaalwinst in hun voordeel.                                                                                                |
| Uiteindelijke winnaar.                                            | Meiden  | Eindstand: 2-1. Getrokken conclusie: de meiden zijn beter in observeren |

#### Benzinebrand
Hier werd gekeken met welke blusmethode een benzinebrand bij een brommer gedoofd kon worden.
| Onderwerp                                      | Notities |
| ---------------------------------------------- | --- |
| Het doven van een benzinebrand bij een brommer | Verschillende blusmethoden werden geprobeerd om een benzinebrand bij een brommer te doven. Water verspreidde de brandende vloeistof slechts en doofde het vuur niet. Zand hielp wel, maar bleek niet efficiënt om ook de inmiddels brandende wielen van de brommer te blussen. Uiteindelijk was het de brandblusser die uitkomst bood; de vlammen werden gedoofd en de brommer werd er bovendien nog schoner door. |

### Aflevering 16
Uitzenddatum: 17 december 2018
- De uitzending van 17 december 2018 werd op maandag uitgezonden in plaats van op zaterdag.

#### Omhoog trekken met één hand
| Vraag                                                                                         | Antwoord | Notities |
| --------------------------------------------------------------------------------------------- | -------- | --- |
| Is het mogelijk om je net als in de film met één hand hangend aan een klif omhoog te trekken? | Nee      | Testteamlid Nigel ging hangen, maar kon zelfs met twee handen hangend zich niet omhoog trekken. Daarna werd er een variant uitgetest waarin een ander de 'hanger' omhoog probeerde te trekken, maar ook dat lukte niet. |

#### Sneeuwbalgevecht 2.0
In dit item werden methoden getest om altijd te winnen in een sneeuwbalgevecht.
| Methode                              | Notities |
| ------------------------------------ | --- |
| Sneeuwballenkanon op trapaandrijving | Presentatrice Rachel en het testteam bouwden een sneeuwballenkanon dat werkte met een trapaandrijving. Deze dreven een constructie van draaiende sneeuwscheppen aan die sneeuwballen konden werpen. Opgemerkt moest worden dat er niet echt gericht kon worden.                                                                       |
| Katapult                             | Voor de tweede deeltest was een kolossale katapultconstructie voorbereid die werkte met sneeuwballen in een krat. De katapult werd aangespannen en de sneeuwballen werden gelanceerd. Het resultaat viel echter tegen. Bovendien kon er ook met deze constructie niet echt gericht worden.                                            |
| Bladblazer                           | Er werd een grote sneeuwballen-mitrailleur gemaakt. Deze werkte met een bladblazer voor de voortstuwing en een serie regenpijpen als loop. Het werkte erg goed, al moest worden opgemerkt dat er een sjaal nooit los gedragen moest worden, aangezien deze door de bladblazer werd aangezogen en in het apparaat kwam vast te zitten. |

#### Jongens vs Meiden → Op de vlucht
In deze jongens/meidentest werd getest wie er beter waren in het afschudden van achtervolgers, jongens of meiden.
| Uitdaging                                       | Winnaar | Notities |
| ----------------------------------------------- | ------- | --- |
| Drone afschudden                                | Meiden  | De jongens en de meiden werden automatisch achtervolgd door een drone. De bedoeling was om zo snel mogelijk uit zijn zicht te ontsnappen. Extra moeilijkheid was echter dat de testteamleden aan elkaar vastgeboeid waren. De jongens hadden een tijd van 22 seconden, de meiden deden er 17 seconden over.                                                                                  |
| Vluchten voor ontploffingen                     | Meiden  | In de tweede deeltest stond de bekende filmscène centraal waarin de hoofdpersoon vlucht voor een explosie. Dit werd nagebootst door middel van poederbommen die langs een parcours stonden opgesteld. De jongens werden bij de eerste ontploffing al geraakt, de meiden bij de derde. |
| Klimmen op een touwladder die naar beneden gaat | Meiden  | In de finale stond een zwembad centraal met ijskoud water. De testteamleden moesten vluchten voor dit water door in een touwladder te klimmen. Deze zou echter naar beneden gaan waardoor de testteamleden uiteindelijk wel in het water zouden eindigen. De jongens bleven 22 seconden droog, de meiden 1'05" minuut. Hiermee eindigden ze deze jongens/meidentest met een 3-0 overwinning. |
| Uiteindelijke winnaar.                          | Meiden  | Eindstand: 3-0. Getrokken conclusie: de meiden zijn het beste in vluchten |

#### The Battle → Kruik vs Fles
| Product 1 | Product 2 | Eerder ontploft | Notities |
| --------- | --------- | --------------- | --- |
| Kruik     | Fles      | Kruik           | In een rubberen kruik en een plastic fles werd lucht gepompt. De vraag was welk van de twee eerder zou ontploffen. De kruik ontplofte als eerste. |

### Aflevering 17
Uitzenddatum: 27 december 2018
Zoals ieder seizoen bestond ook de laatste aflevering van seizoen zestien uit een compilatie. Deze werd, net als in voorgaande seizoenen, als top 10 vertoond. Tevens werden er verschillende bloopers getoond.
| #  | Moment                                          | Item                                                     |
| -- | ----------------------------------------------- | -------------------------------------------------------- |
| 1  | Rubriek: Met dynamiet                           | Een boom omzagen, Het dak er af                          |
| 2  | Alternatieve parkeersensor                      | Piepkip 2.0                                              |
| 3  | Bewegende bokshandschoenen afweren              | Jongens vs Meiden → 360°                                 |
| 4  | Rubriek: The Battle                             | Bijl vs Kettingzaag, Kruik vs Fles, Deodorant vs Haarlak |
| 5  | Ladder met brandblussers                        | Kabelbaan 2.0                                            |
| 6  | Skaten met paramotor                            | Supersnel skaten                                         |
| 7  | Zwemmen in zand                                 | Lekker zwemmen als het koud is                           |
| 8  | Racen met een trilstamper                       | Jongens vs Meiden → Powertools                           |
| 9  | Drone uit de lucht schieten                     | Weg met die drone!                                       |
| 10 | Wakeboarden over een lange rij opblaaszwembaden | Watersporten in je achtertuin                            |

Vlak voor bekendmaking van de eerste plaats werd de seizoensuitslag van de jongens/meidentests bekendgemaakt. Van de zestien jongens/meidentests die dit seizoen zijn uitgevoerd, hadden de jongens er de meeste gewonnen. Zij wonnen er tien en de meiden zes.

## Kijkcijfers zaterdagafleveringen
- = Uitzending op maandag en donderdag uitgezonden.

| Datum             | Aantal kijkers | Marktaandeel |
| ----------------- | -------------- | ------------ |
| 1 september 2018  | 96.000         | 11,8%        |
| 8 september 2018  | 81.000         | 8,5%         |
| 15 september 2018 | 87.000         | 12,1%        |
| 22 september 2018 | 61.000         | 6,6%         |
| 29 september 2018 | 68.000         | 8,1%         |
| 6 oktober 2018    | 78.000         | 7,9%         |
| 13 oktober 2018   | 70.000         | 10,1%        |
| 20 oktober 2018   | 79.000         | 9,2%         |
| 27 oktober 2018   | 126.000        | 14,3%        |
| 3 november 2018   | 114.000        | 11,4%        |
| 10 november 2018  | 79.000         | 8,4%         |
| 17 november 2018  | 92.000         | 11,4%        |
| 24 november 2018  | 130.000        | 14,1%        |
| 1 december 2018   | 86.000         | 10,7%        |
| 8 december 2018   | 58.000         | 7,7%         |
| *17 december 2018 | 57.000         | 3,0%         |
| *27 december 2018 | 59.000         | 2,1%         |